# Богатирівка (село)
Богати́рівка — село в Україні, в Запорізькому районі Запорізької області. Входить до складу Михайлівської сільської громади. Площа села — 160,2 га. Кількість дворів — 455, кількість населення на 1 січня 2007—1235 осіб.

## Географія
Село Богатирівка знаходиться за 3 км від лівого берега річки Вільнянка і за 4 км від лівого берега річки Дніпро, на відстані 2,5 км від села Люцерна. По селу протікає пересихаючий струмок з загатою.
Село розташоване за 27 км від міста Вільнянськ, за 16 км від обласного центра. Найближча залізнична станція — платформа № 13 км — знаходиться за 4 км від села.

## Історія
Село Богатирівка утворилось в 1920-х роках, його заселяли вихідці з інших сіл. Назва походить від балки Богатирьової.
День села відзначається 13 жовтня, цього дня 1943 р. с. Богатирівка було звільнене від німецько-нацистських загарбників. В центрі села знаходиться братська могила радянських воїнів.
До 2018 року орган місцевого самоврядування — Люцернянська сільська рада.

## Об'єкти соціальної сфери
- Школа
- На території населеного пункту працює амбулаторія сімейної медицини.

Неподалік — пам'ятка природи: «Балка Кринична».

### Каплиця
Католицька каплиця св. Фаустини Ковальської і однойменна парафія засновані 15 квітня 2003 року. Раніше парафію обслуговували священики згромадження Отців Місіонерів Матері Божої з Ля Салет, зараз — дієцезіальні священики. Святі Меси у неділю в 9-00 російською та протягом тижня в 8-00. Храмове свято — 5 жовтня — святої Фаустини Ковальської.

## Відомі люди
- Ушаков Павло Геннадійович (1989—2014) — старший солдат Збройних сил України, учасник російсько-української війни; загинув під Іловайськом.